# Дроблення корисних копалин

Дроблення корисних копалин, Щокова дробарка.

Дроблення корисних копалин (англ. crushing, breaking, нім. Brechen n, Zerkleinerung f, Quetschen n) — технологічна операція механічного руйнування великих грудок корисних копалин та супутніх порід зі зменшенням їхніх розмірів до крупності, яка відповідає вихідному продукту операції подрібнення (як правило — до 5-6 мм).

## Історія дроблення

Георг Агрікола у своїй роботі De Re Metallica (1556) описав декілька способів дроблення, зокрема, ручне дроблення молотами, кувалдами та товчільну машину — попередницю сучасних дробарок.
Дроблення руди кувалдами так описана в книзі «De Re Metallica», книга 8:
| «Великі й тверді шматки руди дроблять перед тим, як обпалюють. У робітників, які в Госларі дроблять колчедан важкими кувалдами, ноги під час роботи захищені ніби наголінниками, зробленими з деревної кори, а руки дуже довгими рукавицями, щоб уламки руди не поранили їх.» |

## Загальна характеристика
Виконується з метою:
- врахування можливостей збагачувальних апаратів за граничною крупністю живлення;
- розкриття зростків для вивільнення зерен корисного компонента;
- створення сприятливих умов для подальшого використання корисних копалин.

Розрізняють:
- к р у п н е Д. — операції, які дають дроблений продукт з верхньою межею крупності 100—150 мм та більше (щокові, конусні, валкові, відбійно-відцентрові дробарки);
- с е р е д н є Д. — операції зі зменшення крупності матеріалу від 100—150(200) мм до 10-12(25) мм і більше (валкові, молоткові, роторні дробарки);
- д р і б н е Д. — зменшення розмірів матеріалу до 5-6 мм (валкові та ін). Такий поділ є умовним. Д. основане на дії зовнішніх сил — стиску, розтягнення, вигину або зсуву.

## Закони дроблення
Закони дроблення визначають роботу, яку виконують зовнішні сили при руйнуванні грудок корисної копалини, що дробиться. При дробленні мінеральні зерна руйнуються по найслабших перетинах (тріщинах, дислокаціях тощо). Робота, затрачувана на дроблення, частково витрачається на деформацію грудок, що руйнуються, частково затрачується на утворення нових поверхонь. В сучасній теорії і практиці дроблення і подрібнення використовують чотири основних закони (гіпотези), які є емпіричними.
- За законом Ріттінґера (П.Ріттінгер, 1867); робота, витрачена на руйнування зерна, пропорційна новій утвореній поверхні:

A = kR D2 , або A = kΔS
де kR та k — коефіцієнти пропорційності; D — розмір грудки матеріалу, що дробиться; ΔS — нова утворена поверхня.
- За законом Кіка-Кирпичова (В. Л. Кирпичов 1874; Ф.Кік 1885) витрата енергії на дроблення матеріалу пропорційна його об'єму або масі:

A = kk D3
де kk — коефіцієнт пропорційності.
- За законом Ребіндера (П. А. Ребіндер, 1944). повна робота дроблення дорівнює сумі робіт деформацій і утворення нової поверхні:

A = kR D2 + kk D3
тобто закон Ребіндера об'єднує два попередніх (Ріттінгера і Кіка-Кірпічова).
- За законом Бонда (Ф.Бонд, 1950) робота, затрачувана на дроблення, пропорційна середньому геометричному об'єму і площі зерна, що руйнується:

A = kk D2,5
де kк — коефіцієнт пропорційності.
Інші гіпотези основані на припущенні про зв'язок напруження на кінцях тріщин зерна і критичної довжини тріщини (А. Гріффітс, 1920).
При крупному Д. роботу Д. визначають за В.Кірпічовим; при дрібному — за П.Ріттінгером, при середньому — за Ф.Бондом.
У сучасних вітчизняних дослідженнях процесу руйнування мінералів при їх подрібненні (Горобець Л. Ж.) показано зв'язок показників подрібнення з акустоемісійними характеристиками матеріалів при навантаженні стиском; доводиться, що утворена поверхня подрібненого продукту при диспергуванні на мікрорівні визначається величиною критичної щільності енергії руйнування, яка зростає в міру зменшення розміру об'єкта, що руйнується, так що добуток щільності енергії на розмір руйнування залишається постійним; при цьому характеристики гранулометрії подрібнених продуктів підкоряються закономірностям геометричної прогресії для ряду характерних розмірів частинок. Показники подрібнення прогнозуються на підставі комплексу функціональних та кореляційних зв'язків параметрів та закономірностей процесів подрібнення, деформування, руйнування й акустичного випромінювання при руйнуванні з використанням дискретно-хвильового і концентраційного критеріїв відповідно мікро- та макроруйнування.

## Методи дроблення

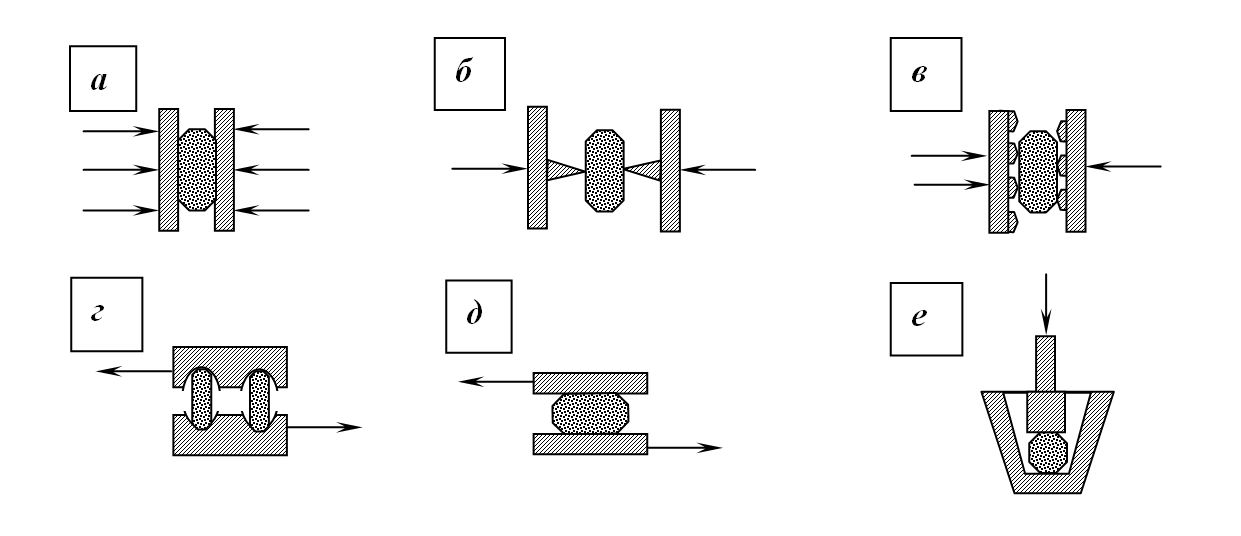
Методи_дроблення. а — роздавлювання; б — розколювання; в — злам; г — зрізання; д — стирання; е — удар.

Дроблення корисних копалин може бути здійснене такими методами:
- роздавленням,
- розколюванням,
- зламом,
- різанням,
- стиранням,
- зсувом і подальшим зрізанням,
- ударом.

Роздавлювання — руйнування грудки в результаті стиснення між двома подрібнюючими поверхнями. При дробленні роздавлюванням утворюється велика кількість дрібних зерен, особливо при дробленні крихких корисних копалин. Цей спосіб застосовується, якщо при дробленні корисної копалини допускається підвищений вихід дріб'язку;
Розколювання — руйнування грудки в результаті її розклинення між вістрями подрібнюючих поверхонь. Розколювання характеризується мінімальним утворенням дріб'язку, тому застосовується у тих випадках, коли переподрібнення небажане (наприклад, при підготовці вугілля до збагачення);
Злам — руйнування грудки в результаті згину, виявляється при ребристій формі подрібнюючих поверхонь; має підлегле значення;
Зрізання — руйнування грудки в результаті створюваних при дробленні напругах зрушення (зсуву); має також підлегле значення;
Стирання — руйнування грудки в результаті впливу двох подрібнюючих поверхонь, які зміщаються одна відносно одної. Стирання характеризується утворенням великої кількості тонких класів, тому широко використовується в пробообробних машинах;
Удар — руйнування грудки в результаті впливу короткочасних динамічних навантажень. Дроблення ударом приводить насамперед до руйнування по тріщинах, поверхнях зіткнення, дислокаціях зерен окремих компонентів. Цей спосіб знаходить застосування при дробленні промпродуктів і тонкому подрібненні корисних копалин.
Конструкція дробарки звичайно базується на використанні одного зі способів дроблення, а інші можуть мати підлегле значення.
Вибір способу руйнування корисної копалини, а отже, і типу дробарки або млина, залежить від її дробильності, мінерального складу, тріщинуватості, крупності та інших властивостей, а також від необхідного гранулометричного складу дробленого продукту.
З міркувань конструктивного характеру, а також унаслідок небажаності переподрібнення, на збагачувальних фабриках застосовуються дробарки, що працюють головним чином роздавлюванням і ударом при додаткових стираючих і згинаючих діяннях на матеріал, що дробиться.
Процес Д. як правило, поєднують з попереднім грохоченням — весь вихідний матеріал спочатку надходить на грохот, а в дробарку направляється надрешітний клас. Існують відкритий і замкнений цикли Д. При відкритому циклі Д. продукт проходить через дробарку тільки один раз, при замкненому — продукт з дробарки надходить на грохот і надрешітний продукт знову направляється в дробарку.

## Дроблення повторне
ДРОБЛЕННЯ ПОВТОРНЕ (англ. secondary crushing; нім. Blockbehandlung f, Nachzerkleinerung f) — руйнування негабаритів в гірничій масі при відкритій або підземній розробці родовищ. Проводиться: на кар'єрах — в екскаваторному вибої або на перевантажувальному пункті; на шахтах — безпосередньо в очисному вибої і у виробках горизонтів грохочення, скреперування або навантаження.
За видом енергії, що підводиться до об'єкта руйнування, виділяють способи Д.п.: вибухові, механічні, електричні, термічні, гідравлічні, акустичні, оптичні, радіаційні, хімічні, комбіновані.